# I Wish I Knew
Pour plus de détails, voir Fiche technique et Distribution.
I Wish I Knew (海上传奇, Hai shang chuan qi) est un film documentaire chinois et néerlandais réalisé par Jia Zhangke, sorti en 2010.

## Synopsis
Dix huit personnes se remémorent leur vie à Shanghai, ville qui a connu d'immenses bouleversements depuis 1930.

## Fiche technique
- Titre : I Wish I Knew
- Titre original : Hai shang chuan qi (海上传奇)
- Réalisation : Jia Zhangke
- Scénario : Jia Zhangke
- Production :
- Musique :
- Photographie : Yu Lik-wai
- Montage :
- Pays d'origine : Chine
- Format : couleur
- Durée : 125 min
- Dates de sortie : 
  - France : 16 mai 2010 (Festival de Cannes, Un certain regard)

## Distinction
- Festival de Cannes 2010 : sélection à Un certain regard[1]